# 1731
1731 (MDCCXXXI) je bilo navadno leto, ki se je po gregorijanskem koledarju začelo na ponedeljek, po 11 dni počasnejšem julijanskem koledarju pa na petek.

## Dogodki
- 1. januar

## Rojstva
- 24. julij - Louis Claude Cadet de Gassicourt, francoski kemik in farmacevt († 1799)
- 9. november - Benjamin Banneker, afroameriški astronom, matematik, urar, izumitelj, pisatelj, založnik († 1806)
- 10. oktober - Henry Cavendish, angleški fizik, kemik († 1810)

## Smrti
- 21. april - Daniel Defoe, angleški pisatelj (* 1660)
- 11. maj - Mary Astell, angleška filozofinja in feministka (* 1666)